# Іі
Іі або Ії (фін. Ii) — громада у Фінляндії у провінції Північна Остроботнія з населенням 9966 осіб (на 31.12.2017). Площа 2872,43 км², з яких 1206 км² — водна поверхня (морське узбережжя) і 52,33 км² суші. Середня густина населення 6,1 особи/км². Сусідні населені пункти — Оулу, Пудас'єрві, Рауна і Сімо.
1 січня 2017 року відбулося об'єднання громад Іі і Куйваніемі. Гербом об'єднаної громади став колишній герб Куйваніемі.

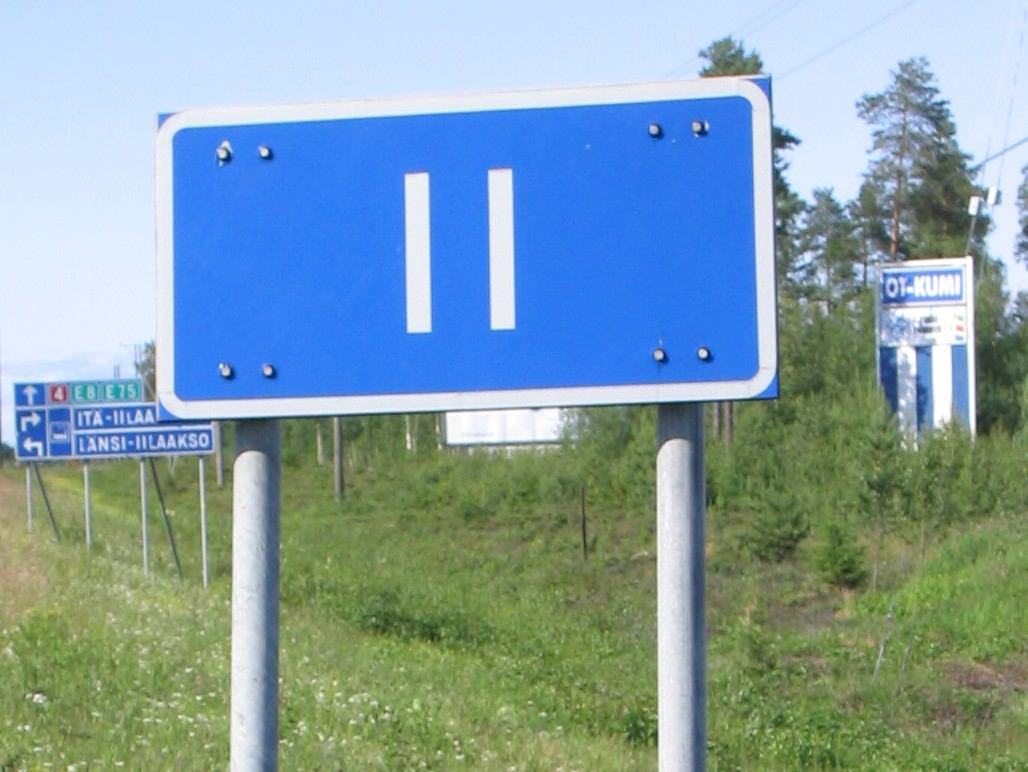
Знак на в'їзді до Іі — населеного пункту Фінляндії з найкоротшою назвою.

## Історія
Річки Iijoki, Olhavanjoki і Kuivajoki, що протікають через общину Іі, у минулому були важливими водними шляхами. Територія навколо Olhava була населена вже у Кам'яну добу, а багаті на рибу річки приваблювали лапландців.
У добу середньовіччя поселення були переважно на узбережжі, місцеві жителі (фін. Yläsatakuntalaiset, «мешканці Верхньої Сатакунти») змагалися з карелами, що періодично приходили сюди зі сходу і вважали землі Остроботнії своїми. Багато назв місць, таких як Venäjänkari (фінською мовою Venäjä означає Росія) і Олгава, несуть сліди карельського впливу.
Через своє спірне розташування Іі страждав багато десятиліть. Набіги і пограбування зміняли одне одного, будинки у Іі і Канталахті горіли. Під час московсько-шведських воєн «народний опір» діяв під керівництвом Пекки Весанена з Кіімінкі (1589 року його загін дійшов аж до Кандалакші, пограбував це місто, і повернувся до Іі).
Довга війна завершилася лише 1593 року, і за два роки після підписання Тявзинської мирної угоди Московське царство відкликало свої претензії на узбережжя Остроботнії.
Після 1340 року в Іі з'явилася каплиця (вперше згадана у документах 1374 року), спочатку як частина Якобстадської парафії. Не пізніше як 1445 року парафія Іі стала незалежною, таким чином це одна з найстаріших церковних парафій у Північній Остроботнії.
Парафія служила для досить великого реґіону — Liminka на півдні, Кемі на півночі. По мірі збільшення поселення релігійна община поступово почала розділення: спочатку було засновано парафії у Гаукіпудас і Пудас'єрві, потім у 17-му столітті — у Кіімінкі і Yлікіімінкі. Тоді ж каплиця у Куйваніємі стала частиною парафії Іі, і лише 1894 року заснувала свою власну парафію. Останньою відділилася парафія Yli-Ii (1924 року).
Церковна історія Іі сповнена сумними подіями. Перша церква у Illinsaari повністю згоріла 1582 року після захоплення московитами (1894 року в північно-східній частині острова знайшли потир). Будівництво другої церкви на Kirkkosaari завершилося 1588 року, але вже наступного року загарбники також її спалили. Третя церква, збудована 1621 року на Kirkkosaari, теж згоріла після влучання блискавки у 1693 році. Церква, збудована під керівництвом Ізраеля Сімонпойки Аннали (фін. Israel Simonpoika Annala) у 1693—1694-х роках також знищена пожежею 1942 року. Нову церкву в Іі збудували 1950-го. У Куйваніємі першою церквою слугував дім Miettulan talo, аж доки 1762 року не збудували дерев'яну церкву (під керівництвом Гейккі Веененена); третя парафіяльна церква з'явилася 1874-го.
У Середні віки устя ріки Iijoki розвинулося до важливої торгівельної гавані в Ботнічній затоці. Вже у 16-му столітті гавань нагадувала невелике містечко з численними коморами, крамницями і поселеннями ремісників. На той час у поселенні Іі налічувалося 35 будинків, а разом з навколишніми поселеннями — 133 будинки. Річка Iijoki, добре забезпечена рибою, дозволяла поселенням розростатися вглиб, далі від узбережжя. 1749 року населення налічувало 2378 осіб.
Основним заняттям мешканців Іі довгий час була риболовля, полювання і розведення домашніх тварин. Особливо інтенсивно риболовля велася у Куйваніємі, Куйвайокі і Оієрві. Поступово розвинулося сільське господарство. Мешканці Куйваніємі багато плавали вздовж узбережжя, а у 20-му столітті гавань Куйваніємі стала грати важливу роль у транспортуванні деревини.
Іі став одним з піонерів північнофінської промисловості. 1738 року в Олгава розпочала діяльність фабрика з виробництва скла Nyby.
Довгий час ця фабрика була найбільшим промисловим підприємством Північної Фінляндії, аж до свого закриття у 1880-ті роки.
Перша у Фінляндії парова лісопилка з'явилася у Kestilä (село біля Іі) 1859 року, і працювала до 1908-го.
Висока димова труба лісопилки досі зберігається у селі Кестіля.
Перша бібліотека у Іі заснована 1860 року при церкві. Сучасна бібліотека розташована у Nättepori (район гавані), навпроти церкви.
Фінський кінь вперше з'явився у Іі 1907 року.